# Krig i sikte-krisen

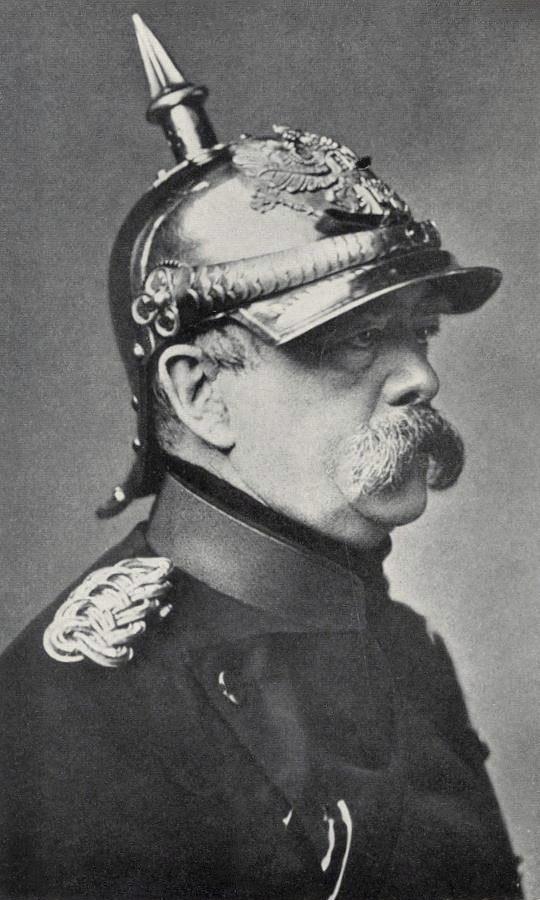
Otto von Bismarck.

Krig i sikte-krisen ägde rum 1875 och utgjorde ett i raden av Otto von Bismarcks försök att isolera Frankrike. 
Preussen var oroat av att Frankrike så snabbt hämtade sig från fransk-tyska kriget och satte plötsligt igång ett nervkrig. Otto von Bismarck lät de regeringskontrollerade tidningarna publicera hotfulla artiklar, och i Berlintidningen Post infördes den 8 april 1875 den berömda artikeln "Ist der Krieg in Sicht?" ("Är krig i sikte?").
Presskampanjen oroade fransmännen, och på begäran av utrikesminister Louis Decazes avlämnade Storbritannien och Ryssland skarpa diplomatiska protester i Berlin. Hetskampanjen blev avblåst, men krisen demonstrerade trekejsarförbundets bräcklighet och det resultatlösa i Bismarcks försök att isolera Frankrike.